# Antiparassitario
Gli antiparassitari  sono dei prodotti chimici utilizzati per il trattamento di malattie parassitarie causate da elminti, amebe, ectoparassiti, funghi e protozoi, tra gli altri. Gli antiparassitari agiscono uccidendo i parassiti o inibendone la crescita, possono essere somministrati per via orale, endovenosa o topica. Gli antiparassitari di solito sono efficaci contro un numero limitato di parassiti; gli antiparassitari ad ampio spettro, analoghi agli antibiotici ad ampio spettro, sono efficaci per il trattamento di una vasta gamma di infezioni causate da parassiti di diverse classi.

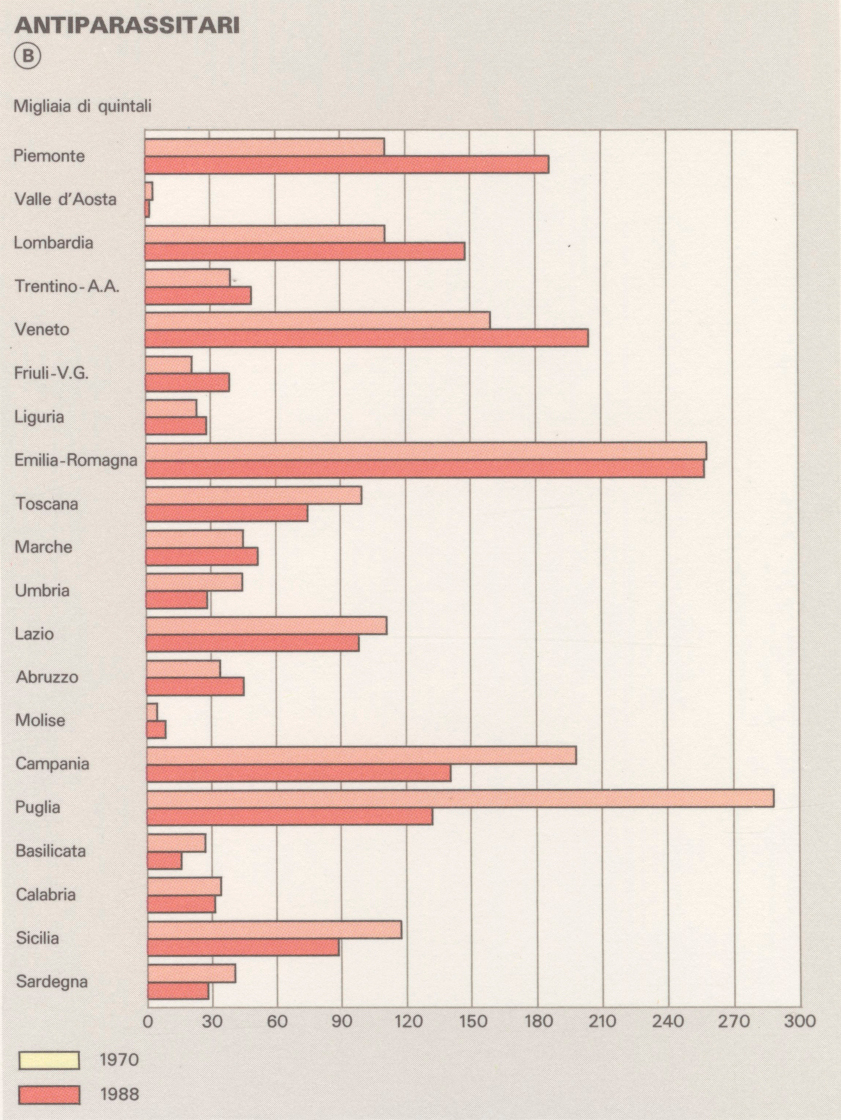
Utilizzo di antiparassitari nelle regioni italiane nel 1970 e 1988 (Atlante tematico d'Italia, Touring Club Italiano, 1992).

In agricoltura gli antiparassitari vengono utilizzati per controllare, respingere, attirare ed uccidere parassiti, tra cui gli insetti, acari, malerbe, funghi, uccelli, mammiferi, pesci e microbi, che entrano in competizione con l'uomo riguardo al cibo, distruggono le proprietà, causano malattie o sono considerati un fastidio. Come sinonimo è usato il termine pesticida.
In passato, col termine antiparassitario si indicavano i prodotti usati contro i parassiti animali delle piante (principalmente gli insetticidi), mentre i prodotti usati contro i funghi erano chiamati anticrittogamici e quelli contro le malerbe erbicidi. Oggi i prodotti usati in agricoltura per la difesa delle piante sono chiamati prodotti fitosanitari e questo termine ha sostituito quelli precedentemente usati come fitofarmaci, presidi fitosanitari e anche antiparassitari.

## Evoluzione delle difese antiparassitarie

Cronologia della evoluzione delle piante ed inizio delle diverse modalità del parassitismo degli insetti erbivori

Le piante terrestri più antiche si sono evolute da piante acquatiche circa 450 milioni di anni fa, durante il periodo Ordoviciano.
Molte piante si sono adattate alla carenza di iodio nell'habitat terrestre rimuovendo lo iodio dal loro metabolismo; infatti lo iodio è essenziale solo per le cellule animali.

Un'importante azione antiparassitaria è causata dal blocco del trasporto dello ioduro proprio delle cellule animali tramite l'inibizione del trasportatore di membrana dello ioduro di sodio (NIS, sodium iodine symporter).
Molti principi attivi vegetali sono glicosidi (come la digitossina usata nella farmacologia cardiologica) ed alcuni di essi sono cianogeni, poiché liberano cianuro.

Il cianuro, bloccando l'enzima citocromo c ossidasi ed il NIS, è tossico solo per gran parte dei fitofagi e degli erbivori, mentre non lo è per le cellule vegetali, nelle quali è utile nella fase di quiescenza del seme.

Lo ioduro (I-) non ha attività biocida, ma se viene ossidato dalle perossidasi vegetali a iodio (I), il quale è un forte ossidante, diventa come tale tossico per batteri, funghi e protozoi..